# Svenskt Travkriterium
Le Svenskt Travkriterium, ou Critérium de trot suédois, est une course hippique de trot attelé se déroulant au mois de septembre sur l'hippodrome de Solvalla à Stockholm, en Suède.
C'est une course de Groupe I réservée aux chevaux de 3 ans, hongres, mâles et femelles. Elle se court sur la distance de 2 640 mètres, départ à l'autostart, pour une allocation qui s'élève à 4 000 000 SEK (environ 352 300 €), dont 2 000 000 SEK pour le vainqueur.

## Palmarès depuis 1972
| Année | Vainqueur          | Père               | Driver             | Entraîneur         | Deuxième         | Troisième          | Réd.km |
| ----- | ------------------ | ------------------ | ------------------ | ------------------ | ---------------- | ------------------ | ------ |
| 2024  | Bullet The Bluesky | Readly Express     | Daniel Wäjersten   | Daniel Wäjersten   | Walmann          | Phantom Express    | 1'12"8 |
| 2023  | Fame And Glory     | Tactical Landing   | Björn Goop         | Timo Nurmos        | Fiftyfour        | Our Pride          | 1'12"5 |
| 2022  | Xanthis Harvey     | Propulsion         | Örjan Kihlström    | Daniel Redén       | Bengan           | Ante la Roque      | 1'12"9 |
| 2021  | Francesco Zet      | Father Patrick     | Örjan Kihlström    | Daniel Redén       | Global Cashflow  | Mellby Jinx        | 1'12"7 |
| 2020  | Brambling          | Bold Eagle         | Örjan Kihlström    | Daniel Redén       | San Moteur       | Henry Flyer Sisu   | 1'13"1 |
| 2019  | Power              | Googoo Gaagaa      | Robert Bergh       | Robert Bergh       | Brother Bill     | Exodus Brick       | 1'13"  |
| 2018  | Inti Boko          | Chocolatier        | Johnny Takter      | Timo Nurmos        | Campo Bahia      | Address Book       | 1'13"5 |
| 2017  | Villiam            | Muscle Hill        | Jorma Kontio       | Timo Nurmos        | Coin Perdu       | Husse Boko         | 1'12"  |
| 2016  | Deimos Racing      | Quite Easy         | Erik Adielsson     | Svante Bath        | Policy of Truth  | Global Trustworthy | 1'13"1 |
| 2015  | Readly Express     | Ready Cash         | Jorma Kontio       | Timo Nurmos        | Pythagoras Face  | Mister J.P.        | 1'12"8 |
| 2014  | Je T'Aime Express  | Symphonic Hanover  | Johan Untersteiner | Peter Untersteiner | Buddha           | From Dust to Dawn  | 1'14"  |
| 2013  | Rokkakudo          | Varenne            | Ulf Ohlsson        | Anna Forssell      | Attack Diablo    | Final Oak          | 1'13"5 |
| 2012  | Chelsea Boko       | Chocolatier        | Jorma Kontio       | Timo Nurmos        | Licence Holder   | Santiago Wibb      | 1'14"8 |
| 2011  | Pato               | Orlando Vici       | Peter Ingves       | Petri Puro         | M.T. Golden Boy  | Bon Frecia         | 1'14"8 |
| 2010  | Raja Mirchi        | Viking Kronos      | Lutfi Kolgjini     | Lutfi Kolgjini     | One Too Many     | Tryptophan Ås      | 1'13"8 |
| 2009  | Red Hot Dynamite   | Enjoy Lavec        | Jorma Kontio       | Timo Nurmos        | Oracle           | Nonstop            | 1'15"1 |
| 2008  | Maharajah          | Viking Kronos      | Örjan Kihlström    | Stefan Hultman     | Insect Face      | Yanantin Boko      | 1'14"  |
| 2007  | Sahara Dynamite    | Express Ride       | Örjan Kihlström    | Timo Nurmos        | Staro Azazell    | Xanthos Crown      | 1'15"  |
| 2006  | Marquis du Pommeau | Général du Pommeau | Örjan Kihlström    | Timo Nurmos        | Staro Alive      | Simb Chaplin       | 1'14"8 |
| 2005  | Jaded              | Express Ride       | Örjan Kihlström    | Stefan Hultman     | Photo Sea        | Jocose             | 1'16"6 |
| 2004  | Conny Nobell       | Pearsall Hanover   | Björn Goop         | Björn Goop         | Triton Sund      | Torvald Palema     | 1'15"2 |
| 2003  | Nolte              | Mr Lavec           | Olle Goop          | Olle Goop          | Shaft            | Pirate Copy        | 1'16"1 |
| 2002  | Malabar Circle Ås  | Malabar Man        | Torbjörn Jansson   | Svante Båth        | Golden Shoes     | T.B. Winner        | 1'15"2 |
| 2001  | From Above         | Zoot Suit          | Örjan Kihlström    | Stefan Hultman     | Gigant Neo       | Perfect Sund       | 1'15"8 |
| 2000  | Hilda Zonett       | Spotlite Lobell    | Robert Bergh       | Robert Bergh       | Energetic        | Marco Abb          | 1'15"2 |
| 1999  | Simb Zipper        | Flying Irishman    | Robert Bergh       | Robert Bergh       | Dexter Frontline | Kapten Brave       | 1'15"2 |
| 1998  | Lucky Po           | Quick Pay          | Stefan Melander    | Stefan Melander    | Vikings Gustav   | Gidde Palema       | 1'16"9 |
| 1997  | Sans Peur          | Lindy's Crown      | Björn Goop         | Olle Goop          | Lambro Håleryd   | Lass Model         | 1'16"8 |
| 1996  | Remington Crown    | Lord of All        | Robert Bergh       | Robert Bergh       | Kramer Boy       | Oden Mic           | 1'16"3 |
| 1995  | Drewgi             | Mr Drew            | Åke Svanstedt      | Tommy K. Jansson   | Ride the Bullit  | Cash Gwin          | 1'16"6 |
| 1994  | Mr Lavec           | Speedy Somolli     | Jimmy Takter       | Jimmy Takter       | Tibbe Lavec      | Mr Spender         | 1'17"  |
| 1993  | Zoogin             | Zoot Suit          | Åke Svanstedt      | Åke Svanstedt      | King Lavec       | Temper Tantrum     | 1'16"3 |
| 1992  | Ina Scot           | Allen Hanover      | Kjell P. Dahlström | Kjell P. Dahlström | Lady Snärt       | Sirocco Crown      | 1'16"4 |
| 1991  | Pont Neuf          | Pontcaral          | Stig H. Johansson  | Stig H. Johansson  | Son of Giggle    | Another Lord       | 1'16"8 |
| 1990  | Union Shark        | Wholly Arnie       | Stig H. Johansson  | Stig H. Johansson  | Mr Bold Amor     | Extrem             | 1'17"8 |
| 1989  | Not So Bad         | Active Bowler      | Lennart Forsgren   | Olle Goop          | Frances Drew     | Bowspirit          | 1'18"8 |
| 1988  | Allen Victory      | Allen Hanover      | Tommy Hanné        | Tommy Hanné        | On Guard         | Lollys Pay         | 1'18"  |
| 1987  | Carolo Min         | Mini Express       | Krister Söderholm  | Ove Sjöström       | Lillis Frisäng   | Blitzy Sund        | 1'16"8 |
| 1986  | Piper Cub          | Tibur              | Stig H. Johansson  | Stig H. Johansson  | Icora Tilly      | Ecana Nibs         | 1'16"7 |
| 1985  | Personia           | Pershing           | Björn Linder       | Björn Linder       | Count On Luck    | Simon Pride        | 1'16"9 |
| 1984  | Mack the Knife     | Pershing           | Stig H. Johansson  | Stig H. Johansson  | Scooter          | Callit             | 1'17"9 |
| 1983  | Lass Quick         | Quick Pay          | Heikki Korpi       | Heikki Korpi       | Quiggin          | Evita Guvijo       | 1'16"3 |
| 1982  | Ex Hammering       | Quick Pay          | Ulf Nordin         | Ulf Nordin         | Solo Hagen       | Jonny Star         | 1'18"2 |
| 1981  | Happy Feeling      | Anvil              | Karl-Erik Nilsson  | Ronny Gustafsson   | Ascot Roy        | Active Roy         | 1'20"6 |
| 1980  | Micado C           | Garry Håleryd      | Ulf Nordin         | Ulf Nordin         | Dimma            | Lass Safari        | 1'19"  |
| 1979  | Pamir Brodde       | Pluvier III        | Karl-Erik Nilsson  | Karl-Erik Nilsson  | Mustard          | Prophet Ribb       | 1'18"5 |
| 1978  | Active Bowler      | Super Bowl         | Sören Nordin       | Sören Nordin       | Tina Lep         | Framtiden          | 1'19"3 |
| 1977  | Oktan Sund         | Pluvier III        | Berndt Lindstedt   | Berndt Lindstedt   | Master Håleryd   | Fire Rodney        | 1'23"9 |
| 1976  | Lord Rappe         | Rulle Rappson      | Olle Goop          | Olle Goop          | Hilly Way        | Little Joe         | 1'22"2 |
| 1975  | Top Fläkt          | Shatter Way        | Håkan Wallner      | Håkan Wallner      | Earthas Express  | Elon Scotch        | 1'20"5 |
| 1974  | Thomas RN          | Scout Master       | Jan Ödquist        | Jan Ödquist        | Ragazzo Doro     | Baronet            | 1'22"6 |
| 1973  | Grain              | Cahoot             | Stig H. Johansson  | Stig H. Johansson  | Micko Tilly      | Fransisco El Canto | 1'19"9 |
| 1972  | Desert Air         | Scotch Victo       | Sören Nordin       | Sören Nordin       | Willy Day        | Felix Ri           | 1'20"9 |